# 니시쿠로사키역
니시쿠로사키역(일본어: 西黒崎駅)은 일본 후쿠오카현 기타큐슈시 야하타니시구에 위치한 지쿠호 전기 철도 지쿠호 전기 철도선의 철도역이다. 역 번호는 CK 02이며, 상대식 승강장 2면 2선의 구조를 갖춘 지상역이다.

## 역 주변
| 1 | ■ 지쿠호 전기 철도선 | 하행 | 에이노마루 · 구스바시 · 지쿠호노가타 방면 |
| 2 | ■ 지쿠호 전기 철도선 | 상행 | 구로사키에키마에 방면                     |

## 이용 현황
- 2013년도 기준 : 155명.

## 역 주변
- 국도 제3호선 · 국도 제200호선

## 인접 역
| 지쿠호 전기 철도 지쿠호 전기 철도선    | 지쿠호 전기 철도 지쿠호 전기 철도선 | 지쿠호 전기 철도 지쿠호 전기 철도선 |
| -------------------------------------- | ----------------------------------- | ----------------------------------- |
| 구로사키에키마에 구로사키에키마에 방면 | ■ 지쿠호 전기 철도선                | 구마니시 지쿠호노가타 방면          |